# Haluzice (okres Nové Mesto nad Váhom)
Haluzice jsou obec na Slovensku v okrese Nové Mesto nad Váhom. Žije zde 75 obyvatel.

## Poloha
Obec leží v podhůří Bílých Karpat, přibližně 10 km severně od Nového Mesta nad Váhom.

## Historie
První písemná zmínka o obci pochází s roku 1398.

## Památky
Historickou památkou v obci je zřícenina kostelíku Všech Svatých, který pochází ze 13. století.
Poblíž kostelíka se nachází přírodní památka Haluzická tiesňava.